# Liste des joueurs des Jets de Winnipeg (1979-1996)
Pour liste des joueurs de la franchise du temps de la AMH, voir Liste des joueurs des Jets de Winnipeg (AMH).
Cette liste contient tous les joueurs de hockey sur glace ayant joué au moins un match sous le maillot des Jets de Winnipeg, franchise de la Ligue nationale de hockey qui depuis la saison 1996-1997 joue à Phoenix aux États-Unis sous le nom des Coyotes de Phoenix.
Cette liste regroupe les joueurs depuis la première saison des Jets (1979-1980) à leur dernière saison (1995-1996). Les joueurs sont classés par ordre alphabétique. Pour les joueurs, les buts, passes décisives, points et minutes de pénalité sont notées tandis que pour les gardiens de but, les buts sont remplacés par le nombre de blanchissages. Les nombres de matchs indiqués comptabilisent les matchs des saisons régulières et des éventuelles séries éliminatoires. Enfin, la dernière colonne indique le statut du joueur (retraité, encore en activité sur la glace ou encore en activité derrière le banc d'une équipe).
Les statistiques citées ici ne concernent que les matchs joués sous le maillot des Jets.
- Haut – A
- B
- C
- D
- E
- F
- G
- H
- I
- J
- K
- L
- M
- N
- O
- P
- Q
- R
- S
- T
- U
- V
- W
- X
- Y
- Z

## A
| Joueur       | Nationalité | Poste | Saisons jouées | PJ  | B / Bl | A   | Pts | Pun | Statut                                                         |
| ------------ | ----------- | ----- | -------------- | --- | ------ | --- | --- | --- | -------------------------------------------------------------- |
| Mike Amodeo  | Canada      | D     | 1979-1980      | 19  | 0      | 0   | 0   | 2   | Retraité depuis 1981                                           |
| Scott Arniel | Canada      | AG    | 1981 - 1991    | 406 | 80     | 112 | 192 | 336 | Retraité depuis 1999 Moose du Manitoba (LAH) - Entraîneur-chef |
| Brent Ashton | Canada      | C     | 1988 - 1992    | 222 | 66     | 95  | 161 | 135 | Retraité depuis 1994                                           |

## B
| Joueur              | Nationalité | Poste | Saisons jouées | PJ  | B / Bl | A   | Pts | Pun  | Statut                                                              |
| ------------------- | ----------- | ----- | -------------- | --- | ------ | --- | --- | ---- | ------------------------------------------------------------------- |
| Dave Babych         | Canada      | D     | 1980 - 1986    | 390 | 73     | 248 | 321 | 392  | Retraité depuis 2000                                                |
| Joel Baillargeon    | Canada      | AG    | 1986 - 1988    | 15  | 0      | 2   | 2   | 27   | Retraité depuis 1997                                                |
| Don Barber          | Canada      | AD    | 1990 - 1992    | 27  | 1      | 5   | 6   | 18   | Retraité depuis 1993                                                |
| Stu Barnes          | Canada      | C     | 1991 - 1994    | 102 | 25     | 23  | 48  | 44   | Stars de Dallas (LNH)                                               |
| Sergueï Baoutine    | Russie      | D     | 1992 - 1994    | 130 | 5      | 25  | 35  | 174  | Retraité depuis 2004                                                |
| Sandy Beadle        | Canada      | AG    | 1980-1981      | 6   | 1      | 0   | 1   | 2    | Retraité depuis 1984                                                |
| Stéphane Beauregard | Canada      | G     | 1989 - 1994    | 74  | 2      | 1   | 1   | 6    | Retraité depuis 2000                                                |
| Marc Behrend        | États-Unis  | G     | 1983 - 1986    | 38  | 1      | 0   | 0   | 0    | Retraité depuis 1987                                                |
| Brad Berry          | Canada      | D     | 1985 - 1990    | 163 | 4      | 25  | 29  | 196  | Retraité depuis 1999 Moose du Manitoba (LAH) - Assistant entraîneur |
| Daniel Berthiaume   | Canada      | G     | 1985 - 1990    | 120 | 4      | 3   | 3   | 20   | Retraité depuis 2005                                                |
| John Bethel         | Canada      | AG    | 1979-1980      | 17  | 0      | 2   | 2   | 4    | Retraité depuis 1983                                                |
| Tom Bladon          | Canada      | D     | 1980-1981      | 9   | 0      | 5   | 5   | 10   | Retraité depuis 1981                                                |
| Arto Blomsten       | Finlande    | D     | 1993 - 1995    | 19  | 0      | 2   | 2   | 8    | Retraité depuis 2000                                                |
| Luciano Borsato     | Canada      | C     | 1990 - 1995    | 203 | 35     | 55  | 90  | 113  | Retraité depuis 2002                                                |
| Laurie Boschman     | Canada      | AG    | 1982 - 1990    | 526 | 152    | 227 | 379 | 1335 | Retraité depuis 1995                                                |
| Daniel Bouchard     | Canada      | G     | 1985-1986      | 32  | 2      | 1   | 1   | 38   | Retraité depuis 1986                                                |
| Paul Boutilier      | Canada      | D     | 1987 - 1989    | 9   | 0      | 0   | 0   | 10   | Retraité depuis 1991                                                |
| Rick Bowness        | Canada      | C     | 1980 - 1982    | 45  | 8      | 17  | 25  | 45   | Retraité depuis 1984                                                |
| Darren Boyko        | Canada      | C     | 1988-1989      | 1   | 0      | 0   | 0   | 0    | Retraité depuis 1997                                                |
| Andy Brickley       | États-Unis  | AG    | 1992 - 1994    | 14  | 0      | 2   | 2   | 2    | Retraité depuis 2000                                                |
| Aaron Broten        | États-Unis  | A     | 1991-1992      | 25  | 4      | 5   | 9   | 14   | Retraité depuis 1992                                                |
| Greg Brown          | États-Unis  | D     | 1994-1995      | 9   | 0      | 3   | 3   | 17   | Retraité depuis 2003                                                |
| Jerry Butler        | Canada      | A     | 1982-1983      | 43  | 3      | 6   | 9   | 14   | Retraité depuis 1983                                                |

## C
| Joueur            | Nationalité | Poste | Saisons jouées | PJ  | B / Bl | A   | Pts | Pun | Statut                                                              |
| ----------------- | ----------- | ----- | -------------- | --- | ------ | --- | --- | --- | ------------------------------------------------------------------- |
| Al Cameron        | Canada      | D     | 1979 - 1981    | 92  | 4      | 13  | 17  | 93  | Retraité depuis 1981                                                |
| Scott Campbell    | Canada      | D     | 1979 - 1981    | 77  | 4      | 21  | 25  | 191 | Retraité depuis 1982                                                |
| Wade Campbell     | Canada      | D     | 1982 - 1986    | 185 | 9      | 23  | 32  | 245 | Retraité depuis 1991                                                |
| Randy Carlyle     | Canada      | D     | 1983 - 1993    | 564 | 80     | 226 | 306 | 736 | Retraité depuis 1993 Mighty Ducks d'Anaheim (LNH) - Entraîneur-chef |
| Dave Chartier     | Canada      | C     | 1980-1981      | 1   | 0      | 0   | 0   | 0   | Retraité depuis 1984                                                |
| Denis Chassé      | Canada      | AG    | 1995-1996      | 15  | 0      | 0   | 0   | 12  | Retraité depuis 2001                                                |
| Tim Cheveldae     | Canada      | G     | 1993 - 1996    | 74  | 1      | 1   | 1   | 4   | Retraité depuis 1998                                                |
| Alain Chevrier    | Canada      | G     | 1988-1989      | 22  | 1      | 4   | 4   | 2   | Retraité depuis 1991                                                |
| Dave Christian    | États-Unis  | AD    | 1979 - 1983    | 230 | 79     | 130 | 209 | 75  | Retraité depuis 1996                                                |
| Jason Cirone      | Canada      | C     | 1991-1992      | 3   | 0      | 0   | 0   | 2   | Generals de Flint (LIH)                                             |
| Danton Cole       | États-Unis  | AD    | 1989 - 1992    | 120 | 21     | 17  | 38  | 56  | Retraité depuis 2000                                                |
| Ross Cory         | Canada      | D     | 1979 - 1981    | 51  | 2      | 10  | 12  | 41  | Retraité depuis 1983                                                |
| Shawn Cronin      | États-Unis  | D     | 1989 - 1992    | 193 | 1      | 13  | 14  | 703 | Retraité depuis 1997                                                |
| Randy Cunneyworth | Canada      | AG    | 1989-1990      | 28  | 5      | 6   | 11  | 34  | Retraité depuis 2000 Americans de Rochester (LAH) - Entraîneur-chef |

## D
| Joueur           | Nationalité    | Poste | Saisons jouées | PJ  | B / Bl | A   | Pts | Pun | Statut                     |
| ---------------- | -------------- | ----- | -------------- | --- | ------ | --- | --- | --- | -------------------------- |
| Patrick Daley    | Canada/ France | AG    | 1979 - 1981    | 12  | 1      | 0   | 1   | 13  | Retraité depuis 1994       |
| Ievgueni Davydov | Russie         | AG    | 1991 - 1993    | 91  | 32     | 24  | 56  | 74  | Retraité depuis 2004       |
| Lucien Deblois   | Canada         | A     | 1981 - 1992    | 235 | 87     | 101 | 188 | 208 | Retraité depuis 1992       |
| Bill Derlago     | Canada         | C     | 1985 - 1987    | 57  | 8      | 11  | 19  | 18  | Retraité depuis 1987       |
| Wayne Dillon     | Canada         | C     | 1979-1980      | 13  | 0      | 0   | 0   | 2   | Retraité depuis 1982       |
| Michel Dion      | Canada         | G     | 1980-1981      | 14  | 0      | 0   | 0   | 2   | Retraité depuis 1985       |
| Shane Doan       | Canada         | C     | 1995-1996      | 74  | 7      | 10  | 17  | 101 | Coyotes de Phoenix (LNH)   |
| Jason Doig       | Canada         | D     | 1995-1996      | 15  | 1      | 1   | 2   | 28  | Retraité depuis 2007       |
| Bobby Dollas     | Canada         | D     | 1983 - 1986    | 56  | 0      | 5   | 5   | 66  | Retraité depuis 2006       |
| Tie Domi         | Canada         | AD    | 1992 - 1995    | 161 | 15     | 25  | 40  | 724 | Retraité depuis 2006       |
| Gordon Donnelly  | Canada         | D     | 1988 - 1992    | 173 | 12     | 17  | 29  | 726 | Retraité depuis 2000       |
| Jordy Douglas    | Canada         | AG    | 1983 - 1985    | 24  | 4      | 4   | 8   | 8   | Retraité depuis 1987       |
| Peter Douris     | Canada         | AD    | 1985 - 1988    | 21  | 0      | 2   | 2   | 0   | Retraité depuis 2002       |
| Dallas Drake     | Canada         | AD    | 1993 - 1996    | 127 | 30     | 43  | 73  | 78  | Red Wings de Détroit (LNH) |
| Kris Draper      | Canada         | C     | 1990 - 1993    | 20  | 3      | 0   | 3   | 9   | Red Wings de Détroit (LNH) |
| Tom Draper       | Canada         | G     | 1988 - 1996    | 9   | 0      | 0   | 0   | 0   | Retraité depuis 2004       |
| Jude Drouin      | Canada         | C     | 1979 - 1981    | 85  | 8      | 16  | 24  | 54  | Retraité depuis 1981       |
| John Druce       | Canada         | AD    | 1992-1993      | 50  | 6      | 14  | 20  | 37  | Retraité depuis 2000       |
| Rick Dudley      | Canada         | AG    | 1980-1981      | 30  | 5      | 5   | 10  | 28  | Retraité depuis 1982       |
| Iain Duncan      | Canada         | AG    | 1986 - 1991    | 127 | 34     | 55  | 89  | 149 | Retraité depuis 1998       |
| Craig Duncanson  | Canada         | AG    | 1990-1991      | 7   | 2      | 0   | 2   | 16  | Retraité depuis 1997       |
| Normand Dupont   | Canada         | AG    | 1980 - 1983    | 181 | 47     | 67  | 114 | 36  | Retraité depuis 1993       |

## E
| Joueur         | Nationalité | Poste | Saisons jouées | PJ  | B / Bl | A   | Pts | Pun | Statut                                                                   |
| -------------- | ----------- | ----- | -------------- | --- | ------ | --- | --- | --- | ------------------------------------------------------------------------ |
| Mike Eagles    | Canada      | AG    | 1990 - 1995    | 293 | 21     | 46  | 67  | 464 | Retraité depuis 2000                                                     |
| Dallas Eakins  | États-Unis  | D     | 1992 - 1996    | 16  | 0      | 2   | 2   | 38  | Retraité depuis 2004 Maple Leafs de Toronto (LNH) - Assistant entraîneur |
| Mike Eastwood  | Canada      | C     | 1994 - 1996    | 93  | 17     | 20  | 37  | 24  | Retraité depuis 2004                                                     |
| Murray Eaves   | Canada      | A     | 1980 - 1986    | 49  | 4      | 12  | 16  | 7   | Retraité depuis 1995                                                     |
| Dave Ellett    | États-Unis  | D     | 1984 - 1991    | 475 | 95     | 204 | 299 | 504 | Retraité depuis 2000                                                     |
| Pat Elynuik    | Canada      | AD    | 1987 - 1992    | 289 | 115    | 129 | 244 | 262 | Retraité depuis 1997                                                     |
| Nelson Emerson | Canada      | AD    | 1993 - 1995    | 131 | 47     | 64  | 111 | 106 | Retraité depuis 2002 Kings de Los Angeles (LNH) - Assistant entraîneur   |
| Craig Endean   | Canada      | AG    | 1986-1987      | 2   | 0      | 1   | 1   | 0   | Retraité depuis 1993                                                     |
| Bryan Erickson | États-Unis  | A     | 1990 - 1994    | 73  | 6      | 23  | 29  | 20  | Retraité depuis 1994                                                     |
| Bob Essensa    | Canada      | G     | 1988 - 1994    | 281 | 14     | 12  | 12  | 18  | Retraité depuis 2002                                                     |
| Doug Evans     | Canada      | AG    | 1989 - 1992    | 127 | 24     | 42  | 66  | 209 | Retraité depuis 1999                                                     |

## F
| Joueur          | Nationalité | Poste | Saisons jouées | PJ  | B / Bl | A  | Pts | Pun | Statut               |
| --------------- | ----------- | ----- | -------------- | --- | ------ | -- | --- | --- | -------------------- |
| Anatoli Fedotov | Russie      | D     | 1992-1993      | 1   | 0      | 2  | 2   | 0   | Retraité depuis 2001 |
| Paul Fenton     | États-Unis  | A     | 1988 - 1994    | 156 | 50     | 31 | 81  | 91  | Retraité depuis 1992 |
| Jeff Finley     | Canada      | D     | 1995-1996      | 65  | 1      | 5  | 6   | 81  | Retraité depuis 2006 |
| Craig Fisher    | Canada      | AG    | 1993-1994      | 4   | 0      | 0  | 0   | 2   | Retraité depuis 2000 |
| Steven Fletcher | Canada      | AG    | 1988-1989      | 3   | 0      | 0  | 0   | 5   | Retraité depuis 2003 |
| Todd Flichel    | Canada      | D     | 1987 - 1990    | 6   | 0      | 1  | 1   | 4   | Retraité depuis 1994 |
| Iain Fraser     | Canada      | C     | 1995-1996      | 12  | 1      | 1  | 2   | 4   | Retraité depuis 2007 |

## G
| Joueur          | Nationalité        | Poste | Saisons jouées | PJ  | B / Bl | A  | Pts | Pun | Statut                     |
| --------------- | ------------------ | ----- | -------------- | --- | ------ | -- | --- | --- | -------------------------- |
| Danny Geoffrion | Canada             | AD    | 1980 - 1982    | 79  | 20     | 26 | 46  | 87  | Retraité depuis 1983       |
| John Gibson     | Canada             | D     | 1983-1984      | 11  | 0      | 0  | 0   | 14  | Retraité depuis 1987       |
| Randy Gilhen    | Canada             | AG    | 1986 - 1996    | 185 | 18     | 17 | 35  | 151 | Retraité depuis 1998       |
| Guy Gosselin    | États-Unis         | D     | 1987-1988      | 5   | 0      | 0  | 0   | 6   | Retraité depuis 1994       |
| Hilliard Graves | Canada             | AD    | 1979-1980      | 35  | 1      | 5  | 6   | 15  | Retraité depuis 1980       |
| Michal Grosek   | République tchèque | AD    | 1993 - 1996    | 28  | 3      | 2  | 5   | 21  | EV Zoug (LNA)              |
| Bob Guindon     | Canada             | AG    | 1979-1980      | 6   | 0      | 1  | 1   | 0   | Retraité depuis 1981       |
| Ravil Gousmanov | Russie             | AG    | 1995-1996      | 4   | 0      | 0  | 0   | 0   | Traktor Tcheliabinsk (KHL) |

## H
| Joueur         | Nationalité | Poste | Saisons jouées | PJ  | B / Bl | A   | Pts | Pun | Statut                       |
| -------------- | ----------- | ----- | -------------- | --- | ------ | --- | --- | --- | ---------------------------- |
| Gilles Hamel   | Canada      | AD    | 1986 - 1989    | 143 | 35     | 32  | 67  | 59  | Retraité depuis 1990         |
| Pierre Hamel   | Canada      | G     | 1979 - 1981    | 64  | 0      | 3   | 3   | 14  | Retraité depuis 1985         |
| Tavis Hansen   | Canada      | AD    | 1994-1995      | 1   | 0      | 0   | 0   | 0   | Retraité depuis 2007         |
| Mike Hartman   | États-Unis  | AG    | 1991-1992      | 75  | 4      | 4   | 8   | 264 | Checkers de Charlotte (ECHL) |
| Dale Hawerchuk | Canada      | C     | 1981 - 1990    | 713 | 379    | 550 | 929 | 480 | Retraité depuis 1997         |
| Brian Hayward  | Canada      | G     | 1982 - 1986    | 165 | 1      | 8   | 8   | 37  | Retraité depuis 1993         |
| Matt Hervey    | États-Unis  | D     | 1988-1989      | 2   | 0      | 0   | 0   | 4   | Retraité depuis 1996         |
| Mark Holden    | États-Unis  | G     | 1984-1985      | 4   | 0      | 1   | 1   | 0   | Retraité depuis 1986         |
| Larry Hopkins  | Canada      | AG    | 1979 - 1983    | 58  | 13     | 16  | 29  | 26  | Retraité depuis 1983         |
| Phil Housley   | États-Unis  | D     | 1990 - 1993    | 232 | 64     | 195 | 259 | 168 | Retraité depuis 2003         |
| Dave Hoyda     | Canada      | AG    | 1979 - 1981    | 24  | 2      | 1   | 3   | 42  | Retraité depuis 1981         |
| Jim Hrivnak    | Canada      | G     | 1992-1993      | 3   | 0      | 0   | 0   | 0   | Retraité depuis 2004         |
| Brent Hughes   | Canada      | AG    | 1988 - 1990    | 39  | 4      | 4   | 8   | 115 | Retraité depuis 1999         |
| Bobby Hull     | Canada      | AG    | 1979-1980      | 18  | 4      | 6   | 10  | 0   | Retraité depuis 1980         |
| Dave Hunter    | Canada      | A     | 1988-1989      | 34  | 3      | 1   | 4   | 61  | Retraité depuis 1989         |

## J
| Joueur          | Nationalité | Poste | Saisons jouées | PJ  | B / Bl | A  | Pts | Pun | Statut               |
| --------------- | ----------- | ----- | -------------- | --- | ------ | -- | --- | --- | -------------------- |
| Craig Janney    | États-Unis  | C     | 1995-1996      | 13  | 7      | 13 | 20  | 0   | Retraité depuis 1999 |
| Hannu Järvenpää | Finlande    | AD    | 1986 - 1989    | 114 | 11     | 26 | 37  | 83  | Retraité depuis 1995 |
| Brad Jones      | États-Unis  | AG    | 1986 - 1990    | 47  | 9      | 10 | 19  | 21  | Retraité depuis 1998 |
| Tony Joseph     | Canada      | AD    | 1988-1989      | 2   | 1      | 0  | 1   | 0   | Retraité depuis 1994 |
| Bob Joyce       | Canada      | AG    | 1991 - 1993    | 2   | 0      | 0  | 0   | 0   | Retraité depuis 2000 |

## K
| Joueur               | Nationalité | Poste | Saisons jouées | PJ  | B / Bl | A  | Pts | Pun | Statut                       |
| -------------------- | ----------- | ----- | -------------- | --- | ------ | -- | --- | --- | ---------------------------- |
| Ian Kaminski         | Russie      | AG    | 1993-1994      | 1   | 0      | 0  | 0   | 0   | Retraité depuis 1999         |
| Dean Kennedy         | Canada      | D     | 1994 - 1996    | 172 | 5      | 19 | 24  | 290 | Retraité depuis 1995         |
| Alan Kerr            | Canada      | AD    | 1992-1993      | 7   | 0      | 1  | 1   | 2   | Retraité depuis 1993         |
| Nikolaï Khabibouline | Russie      | G     | 1994 - 1996    | 79  | 2      | 1  | 1   | 16  | Blackhawks de Chicago (LNH)  |
| Sergueï Kharine      | Russie      | AD    | 1990-1991      | 7   | 2      | 3  | 5   | 2   | Retraité depuis 2001         |
| Chad Kilger          | Canada      | C     | 1995-1996      | 29  | 2      | 3  | 5   | 12  | Maple Leafs de Toronto (LNH) |
| Kris King            | Canada      | AG    | 1992 - 1996    | 260 | 25     | 32 | 57  | 577 | Retraité depuis 2001         |
| Igor Koroliov        | Russie      | AD    | 1994 - 1996    | 118 | 30     | 51 | 81  | 52  | Mort en 2011.                |
| Stu Kulak            | Canada      | AD    | 1988-1989      | 18  | 2      | 0  | 2   | 24  | Retraité depuis 2000         |
| Mark Kumpel          | États-Unis  | A     | 1987 - 1991    | 141 | 19     | 16 | 35  | 50  | Retraité depuis 1993         |
| Markku Kyllönen      | Finlande    | AG    | 1988-1989      | 9   | 0      | 2  | 2   | 2   | Retraité depuis 2000         |
| Jim Kyte             | Canada      | D     | 1982 - 1989    | 399 | 11     | 25 | 36  | 772 | Retraité depuis 1997         |

## L
| Joueur          | Nationalité | Poste | Saisons jouées | PJ  | B / Bl | A   | Pts | Pun | Statut                              |
| --------------- | ----------- | ----- | -------------- | --- | ------ | --- | --- | --- | ----------------------------------- |
| Mike Lalor      | Canada      | D     | 1991 - 1993    | 79  | 3      | 11  | 14  | 90  | Retraité depuis 1997                |
| Scott Langkow   | Canada      | G     | 1995-1996      | 1   | 0      | 0   | 0   | 0   | Metallurg Novokouznetsk (Superliga) |
| Guy Larose      | Canada      | C     | 1988 - 1991    | 10  | 0      | 1   | 1   | 14  | Retraité depuis 2002                |
| Michel Lauen    | États-Unis  | A     | 1983-1984      | 3   | 0      | 1   | 1   | 0   | Retraité depuis 1986                |
| John Leblanc    | Canada      | AG    | 1991 - 1995    | 38  | 12     | 3   | 15  | 10  | Retraité depuis 2001                |
| Doug Lecuyer    | Canada      | C     | 1980-1981      | 46  | 6      | 17  | 23  | 66  | Retraité depuis 1983                |
| Barry Legge     | Canada      | D     | 1980 - 1982    | 76  | 1      | 8   | 9   | 126 | Retraité depuis 1982                |
| Moe Lemay       | Canada      | A     | 1988-1989      | 10  | 1      | 0   | 1   | 14  | Retraité depuis 2000                |
| Bill Lesuk      | Canada      | AG    | 1979-1980      | 49  | 0      | 1   | 1   | 43  | Retraité depuis 1980                |
| Craig Levie     | Canada      | D     | 1981 - 1983    | 62  | 8      | 14  | 22  | 79  | Retraité depuis 1992                |
| Scott Levins    | États-Unis  | AD    | 1992-1993      | 9   | 0      | 1   | 1   | 18  | Retraité depuis 2004                |
| Willy Lindström | Suède       | AD    | 1979 - 1983    | 288 | 97     | 91  | 188 | 106 | Retraité depuis 1990                |
| Barry Long      | Canada      | D     | 1980 - 1982    | 70  | 6      | 19  | 25  | 46  | Retraité depuis 1982                |
| Ron Loustel     | Canada      | G     | 1980-1981      | 1   | 0      | 0   | 0   | 0   | Retraité depuis 1983                |
| Morris Lukowich | Canada      | AG    | 1979 - 1985    | 431 | 168    | 177 | 345 | 438 | Retraité depuis 1988                |
| Bengt Lundholm  | Suède       | A     | 1981 - 1986    | 275 | 48     | 95  | 143 | 72  | Retraité depuis 1987                |

## M
| Joueur              | Nationalité | Poste | Saisons jouées | PJ  | B / Bl | A   | Pts | Pun | Statut                                                                 |
| ------------------- | ----------- | ----- | -------------- | --- | ------ | --- | --- | --- | ---------------------------------------------------------------------- |
| Paul MacDermid      | Canada      | AD    | 1989 - 1992    | 172 | 32     | 42  | 74  | 379 | Retraité depuis 1995                                                   |
| Don MacIver         | Canada      | D     | 1979-1980      | 6   | 0      | 0   | 0   | 2   | Retraité depuis                                                        |
| Norm Maciver        | Canada      | D     | 1995-1996      | 39  | 5      | 25  | 30  | 26  | Retraité depuis 1999                                                   |
| Paul MacLean        | Canada      | A     | 1981 - 1988    | 527 | 248    | 270 | 518 | 726 | Retraité depuis 1991 Red Wings de Détroit (LNH) - Assistant entraîneur |
| Stewart Malgunas    | Canada      | D     | 1995-1996      | 29  | 0      | 1   | 1   | 32  | Retraité depuis 2003                                                   |
| Kris Manery         | Canada      | A     | 1979 - 1981    | 63  | 19     | 13  | 32  | 30  | Retraité depuis 1985                                                   |
| Jimmy Mann          | Canada      | AG    | 1979 - 1984    | 202 | 9      | 12  | 21  | 598 | Retraité depuis 1989                                                   |
| Dave Manson         | Canada      | D     | 1993 - 1996    | 139 | 11     | 42  | 53  | 395 | Retraité depuis 2002                                                   |
| Moe Mantha Jr.      | États-Unis  | D     | 1980 - 1992    | 318 | 31     | 125 | 156 | 203 | Retraité depuis 1993                                                   |
| Bryan Marchment     | Canada      | D     | 1988 - 1991    | 37  | 2      | 4   | 6   | 121 | Retraité depuis 2006                                                   |
| John Markell        | Canada      | AD    | 1979 - 1981    | 52  | 11     | 10  | 21  | 36  | Retraité depuis 1992 Ohio State Buckeyes (NCAA) - Entraîneur-chef      |
| Mario Marois        | Canada      | D     | 1986 - 1992    | 255 | 17     | 116 | 133 | 378 | Retraité depuis 1993                                                   |
| Peter Marsh         | Canada      | AG    | 1979 - 1981    | 81  | 24     | 27  | 51  | 68  | Retraité depuis 1984                                                   |
| Craig Martin        | Canada      | AD    | 1994-1995      | 20  | 0      | 1   | 1   | 19  | Retraité depuis 2006                                                   |
| Tom Martin          | Canada      | AG    | 1984 - 1987    | 24  | 2      | 0   | 2   | 91  | Retraité depuis 1992                                                   |
| Markus Mattsson     | Suède       | G     | 1979 - 1981    | 52  | 3      | 1   | 1   | 4   | Retraité depuis 1987                                                   |
| Bryan Maxwell       | Canada      | D     | 1981 - 1984    | 102 | 8      | 25  | 33  | 268 | Retraité depuis 1985                                                   |
| Andrew McBain       | Canada      | AD    | 1983 - 1989    | 408 | 101    | 129 | 230 | 421 | Retraité depuis 1996                                                   |
| Wayne McBean        | Canada      | D     | 1993-1994      | 31  | 2      | 9   | 11  | 24  | Retraité depuis 1994                                                   |
| Kevin McClelland    | Canada      | AD    | 1993-1994      | 6   | 0      | 0   | 0   | 19  | Retraité depuis 1995 RiverKings de Memphis (LCH) - Entraîneur-chef     |
| Dan McFall          | États-Unis  | D     | 1984 - 1986    | 9   | 0      | 1   | 1   | 0   | Retraité depuis 1987                                                   |
| Jim McKenzie        | Canada      | AG    | 1995-1996      | 73  | 4      | 2   | 6   | 202 | Retraité depuis 2004                                                   |
| Dave McLlwain       | Canada      | C     | 1989 - 1992    | 143 | 40     | 38  | 78  | 108 | Kölner Haie (DEL)                                                      |
| Brian McReynolds    | Canada      | C     | 1989-1990      | 9   | 0      | 2   | 2   | 4   | Retraité depuis 1999                                                   |
| Gordon McTavish     | Canada      | A     | 1979-1980      | 10  | 1      | 3   | 4   | 2   | Retraité depuis 1980                                                   |
| Anssi Melametsä     | Finlande    | C     | 1985-1986      | 27  | 0      | 3   | 3   | 2   | Retraité depuis 1994                                                   |
| Barry Melrose       | Canada      | D     | 1979 - 1981    | 92  | 5      | 7   | 12  | 164 | Retraité depuis 1987                                                   |
| Lindsay Middlebrook | Canada      | G     | 1979 - 1981    | 24  | 0      | 0   | 0   | 0   | Retraité depuis 1986                                                   |
| Aleh Mikoultchyk    | Biélorussie | D     | 1993 - 1995    | 29  | 0      | 3   | 3   | 29  | Retraité depuis 2007                                                   |
| Craig Mills         | Canada      | AD    | 1995-1996      | 4   | 0      | 2   | 2   | 0   | Retraité depuis 2006                                                   |
| Boris Mironov       | Russie      | D     | 1993-1994      | 65  | 7      | 22  | 29  | 96  | Retraité depuis 2007                                                   |
| Lyle Moffat         | Canada      | AG    | 1979-1980      | 74  | 10     | 9   | 19  | 38  | Retraité depuis 1981                                                   |
| Richard Mulhern     | Canada      | D     | 1980-1981      | 19  | 0      | 4   | 4   | 14  | Retraité depuis 1981                                                   |
| Brian Mullen        | États-Unis  | A     | 1982 - 1987    | 372 | 124    | 172 | 296 | 132 | Retraité depuis 1993                                                   |
| Craig Muni          | Canada      | D     | 1995-1996      | 25  | 1      | 3   | 4   | 37  | Retraité depuis 1998                                                   |
| Rob Murray          | Canada      | C     | 1991 - 1996    | 36  | 1      | 3   | 4   | 30  | Retraité depuis 2003                                                   |
| Troy Murray         | Canada      | C     | 1991 - 1993    | 103 | 20     | 34  | 54  | 103 | Retraité depuis 1997                                                   |

## N
| Joueur         | Nationalité | Poste | Saisons jouées | PJ  | B / Bl | A   | Pts | Pun | Statut                  |
| -------------- | ----------- | ----- | -------------- | --- | ------ | --- | --- | --- | ----------------------- |
| Ray Neufeld    | Canada      | AD    | 1985 - 1989    | 249 | 61     | 66  | 127 | 388 | Retraité depuis 1990    |
| Jim Nill       | Canada      | AD    | 1984 - 1988    | 141 | 17     | 21  | 38  | 209 | Retraité depuis 1991    |
| Craig Norwich  | États-Unis  | D     | 1979-1980      | 70  | 10     | 35  | 45  | 36  | Retraité depuis 1985    |
| Teppo Numminen | Finlande    | D     | 1988 - 1996    | 547 | 53     | 212 | 265 | 215 | Sabres de Buffalo (LNH) |

## O
| Joueur           | Nationalité | Poste | Saisons jouées | PJ  | B / Bl | A   | Pts | Pun | Statut               |
| ---------------- | ----------- | ----- | -------------- | --- | ------ | --- | --- | --- | -------------------- |
| Mike O'Neill     | Canada      | G     | 1991 - 1994    | 20  | 0      | 0   | 0   | 0   | Retraité depuis 2001 |
| Fredrik Olausson | Suède       | D     | 1986 - 1994    | 496 | 86     | 249 | 335 | 196 | Retraité depuis 2007 |
| Ed Olczyk        | États-Unis  | C     | 1990 - 1996    | 214 | 95     | 106 | 201 | 235 | Retraité depuis 2000 |
| Mark Osborne     | Canada      | AG    | 1990 - 1992    | 80  | 12     | 20  | 32  | 124 | Retraité depuis 1998 |
| Mark Osiecki     | États-Unis  | D     | 1992-1993      | 4   | 1      | 0   | 1   | 2   | Retraité depuis 1995 |

## P
| Joueur         | Nationalité | Poste | Saisons jouées | PJ  | B / Bl | A  | Pts | Pun | Statut               |
| -------------- | ----------- | ----- | -------------- | --- | ------ | -- | --- | --- | -------------------- |
| Greg Paslawski | Canada      | AD    | 1989 - 1991    | 114 | 27     | 40 | 67  | 24  | Retraité depuis 1996 |
| Kent Paynter   | Canada      | D     | 1991-1992      | 5   | 0      | 0  | 0   | 4   | Retraité depuis 1998 |
| Steve Penney   | Canada      | G     | 1986 - 1988    | 15  | 0      | 0  | 0   | 7   | Retraité depuis 1988 |
| Robert Picard  | Canada      | D     | 1983 - 1986    | 160 | 20     | 43 | 63  | 158 | Retraité depuis 1990 |
| Mark Plantery  | Canada      | D     | 1980-1981      | 25  | 1      | 5  | 6   | 14  | Retraité depuis 1986 |
| Rudy Poeschek  | Canada      | D     | 1990 - 1992    | 5   | 0      | 0  | 0   | 22  | Retraité depuis 2001 |
| Paul Pooley    | Canada      | A     | 1984 - 1986    | 15  | 0      | 3  | 3   | 0   | Retraité depuis 1987 |

## Q
| Joueur           | Nationalité | Poste | Saisons jouées | PJ  | B / Bl | A  | Pts | Pun | Statut                |
| ---------------- | ----------- | ----- | -------------- | --- | ------ | -- | --- | --- | --------------------- |
| Deron Quint      | États-Unis  | D     | 1995-1996      | 51  | 5      | 13 | 18  | 22  | Eisbären Berlin (DEL) |
| Stéphane Quintal | Canada      | D     | 1993 - 1995    | 124 | 14     | 35 | 49  | 197 | Retraité depuis 2005  |

## R
| Joueur          | Nationalité | Poste | Saisons jouées | PJ  | B / Bl | A  | Pts | Pun | Statut               |
| --------------- | ----------- | ----- | -------------- | --- | ------ | -- | --- | --- | -------------------- |
| Eldon Reddick   | Canada      | G     | 1986 - 1989    | 117 | 0      | 1  | 1   | 20  | Retraité depuis 2003 |
| Bill Riley      | Canada      | A     | 1979-1980      | 14  | 3      | 2  | 5   | 7   | Retraité depuis 1984 |
| Gerry Rioux     | Canada      | AD    | 1979-1980      | 8   | 0      | 0  | 0   | 6   | Retraité depuis 1981 |
| Russ Romaniuk   | Canada      | AG    | 1991 - 1995    | 85  | 10     | 14 | 24  | 46  | Retraité depuis 2005 |
| Ed Ronan        | États-Unis  | AD    | 1995-1996      | 17  | 0      | 0  | 0   | 16  | Retraité depuis 1998 |
| Steve Rooney    | États-Unis  | AG    | 1986 - 1988    | 86  | 9      | 9  | 18  | 274 | Retraité depuis 1992 |
| Dominic Roussel | Canada      | G     | 1995-1996      | 7   | 0      | 0  | 0   | 2   | Retraité depuis 2003 |

## S
| Joueur            | Nationalité | Poste | Saisons jouées | PJ  | B / Bl | A   | Pts | Pun | Statut                       |
| ----------------- | ----------- | ----- | -------------- | --- | ------ | --- | --- | --- | ---------------------------- |
| Serge Savard      | Canada      | D     | 1981 - 1983    | 123 | 6      | 21  | 27  | 55  | Retraité depuis 1983         |
| Dwight Schofield  | États-Unis  | D     | 1987-1988      | 18  | 0      | 0   | 0   | 33  | Retraité depuis 1988         |
| Teemu Selänne     | Finlande    | AD    | 1992 - 1996    | 231 | 147    | 159 | 306 | 87  | Mighty Ducks d'Anaheim (LNH) |
| Jyrki Seppä       | Finlande    | D     | 1983-1984      | 13  | 0      | 2   | 2   | 6   | Retraité depuis 1984         |
| Darrin Shannon    | Canada      | AG    | 1991 - 1996    | 311 | 64     | 124 | 188 | 261 | Retraité depuis 2000         |
| Darryl Shannon    | Canada      | D     | 1993 - 1996    | 108 | 7      | 20  | 27  | 138 | Retraité depuis 2004         |
| Dave Silk         | États-Unis  | A     | 1985-1986      | 32  | 2      | 4   | 6   | 63  | Retraité depuis 1991         |
| Lars-Erik Sjöberg | Suède       | D     | 1979-1980      | 79  | 7      | 27  | 34  | 48  | Retraité depuis 1980         |
| Petri Skriko      | Finlande    | AD    | 1991-1992      | 15  | 2      | 3   | 5   | 4   | Retraité depuis 1999         |
| Doug Smail        | Canada      | A     | 1980 - 1991    | 691 | 189    | 208 | 397 | 466 | Retraité depuis 1996         |
| Gary Smith        | Canada      | G     | 1979-1980      | 20  | 0      | 0   | 0   | 25  | Retraité depuis 1980         |
| Gordon Smith      | Canada      | D     | 1979-1980      | 13  | 0      | 0   | 0   | 8   | Retraité depuis 1983         |
| Doug Soetaert     | Canada      | G     | 1981 - 1984    | 130 | 2      | 6   | 6   | 38  | Retraité depuis 1987         |
| Don Spring        | Canada      | D     | 1980 - 1984    | 259 | 1      | 54  | 55  | 80  | Retraité depuis 1985         |
| Lorne Stamler     | Canada      | AG    | 1979-1980      | 62  | 8      | 7   | 15  | 12  | Retraité depuis 1984         |
| Ed Staniowski     | Canada      | G     | 1981 - 1984    | 63  | 2      | 7   | 7   | 4   | Retraité depuis 1985         |
| Mike Stapleton    | Canada      | C     | 1995-1996      | 58  | 10     | 14  | 24  | 37  | Retraité depuis 2004         |
| Anders Steen      | Suède       | A     | 1980-1981      | 42  | 5      | 11  | 16  | 22  | Retraité depuis 1984         |
| Thomas Steen      | Suède       | A     | 1981 - 1995    | 950 | 264    | 553 | 817 | 753 | Retraité depuis 1999         |
| Ryan Stewart      | Canada      | C     | 1985-1986      | 3   | 1      | 0   | 1   | 0   | Retraité depuis 1993         |
| Peter Sullivan    | Canada      | A     | 1979 - 1981    | 126 | 28     | 54  | 82  | 40  | Retraité depuis 1985         |
| Phil Sykes        | Canada      | A     | 1989 - 1992    | 170 | 25     | 18  | 43  | 157 | Retraité depuis 1992         |

## T
| Joueur            | Nationalité | Poste | Saisons jouées | PJ  | B / Bl | A   | Pts | Pun | Statut                           |
| ----------------- | ----------- | ----- | -------------- | --- | ------ | --- | --- | --- | -------------------------------- |
| Rick Tabaracci    | Canada      | G     | 1990 - 1993    | 61  | 1      | 2   | 2   | 22  | Retraité depuis 2001             |
| Peter Taglianetti | États-Unis  | D     | 1984 - 1990    | 207 | 10     | 37  | 47  | 604 | Retraité depuis 1996             |
| Brent Thompson    | Canada      | D     | 1994 - 1996    | 39  | 0      | 1   | 1   | 99  | Retraité depuis 2005             |
| Keith Tkachuk     | États-Unis  | C     | 1991 - 1996    | 308 | 144    | 145 | 289 | 792 | Blues de Saint-Louis (LNH)       |
| Glenn Tomalty     | Canada      | AG    | 1979-1980      | 1   | 0      | 0   | 0   | 0   | Retraité depuis 1981             |
| Dave Tomlinson    | Canada      | C     | 1993-1994      | 31  | 1      | 3   | 4   | 24  | Retraité depuis 2006             |
| Tim Trimper       | Canada      | A     | 1980 - 1984    | 140 | 23     | 22  | 45  | 128 | Retraité depuis 1985             |
| Alfie Turcotte    | États-Unis  | AG    | 1987 - 1989    | 17  | 1      | 3   | 4   | 2   | Retraité depuis 1999             |
| Darren Turcotte   | États-Unis  | C     | 1995-1996      | 59  | 16     | 16  | 32  | 26  | Retraité depuis 2000             |
| Perry Turnbull    | Canada      | AG    | 1984 - 1987    | 172 | 43     | 57  | 100 | 357 | Retraité depuis 1991             |
| Oleg Tverdovsky   | Ukraine     | D     | 1995-1996      | 31  | 0      | 8   | 8   | 6   | Salavat Youlaev Oufa (Superliga) |

## U
| Joueur      | Nationalité | Poste | Saisons jouées | PJ  | B / Bl | A  | Pts | Pun | Statut                          |
| ----------- | ----------- | ----- | -------------- | --- | ------ | -- | --- | --- | ------------------------------- |
| Igor Ulanov | Russie      | D     | 1991 - 1995    | 175 | 5      | 43 | 48  | 383 | Lokomotiv Iaroslavl (Superliga) |

## V
| Joueur          | Nationalité | Poste | Saisons jouées | PJ | B / Bl | A | Pts | Pun | Statut               |
| --------------- | ----------- | ----- | -------------- | -- | ------ | - | --- | --- | -------------------- |
| Mike Veisor     | Canada      | G     | 1983-1984      | 8  | 0      | 0 | 0   | 0   | Retraité depuis 1984 |
| Mark Visheau    | Canada      | D     | 1993-1994      | 1  | 0      | 0 | 0   | 0   | Retraité depuis 1999 |
| Harijs Vitolins | Lettonie    | C     | 1993-1994      | 8  | 0      | 0 | 0   | 4   | Retraité depuis 2005 |

## W
| Joueur         | Nationalité | Poste | Saisons jouées   | PJ  | B / Bl | A   | Pts | Pun | Statut                                                                 |
| -------------- | ----------- | ----- | ---------------- | --- | ------ | --- | --- | --- | ---------------------------------------------------------------------- |
| Tim Watters    | Canada      | D     | 1981 - 1988      | 438 | 21     | 101 | 122 | 760 | Retraité depuis 1995                                                   |
| Simon Wheeldon | Canada      | C     | 1990-1991        | 4   | 0      | 0   | 0   | 4   | Retraité depuis 2004                                                   |
| Bill Whelton   | États-Unis  | D     | 1980-1981        | 2   | 0      | 0   | 0   | 0   | Retraité depuis 1986                                                   |
| Neil Wilkinson | Canada      | D     | 1994-1995 - 1996 | 61  | 2      | 8   | 10  | 108 | Retraité depuis 2004                                                   |
| Ron Wilson     | Canada      | C     | 1979 - 1988      | 536 | 75     | 134 | 209 | 236 | Retraité depuis 1996 Bulldogs de Hamilton (LAH) - Assistant entraîneur |

## Y
| Joueur        | Nationalité | Poste | Saisons jouées | PJ | B / Bl | A  | Pts | Pun | Statut               |
| ------------- | ----------- | ----- | -------------- | -- | ------ | -- | --- | --- | -------------------- |
| Tim Young     | Canada      | A     | 1983-1984      | 44 | 15     | 19 | 34  | 25  | Retraité depuis 1985 |
| Paul Ysebaert | Canada      | AG    | 1993-1994      | 60 | 9      | 18 | 27  | 18  | Retraité depuis 2000 |

## Z
| Joueur         | Nationalité | Poste | Saisons jouées | PJ  | B / Bl | A   | Pts | Pun | Statut               |
| -------------- | ----------- | ----- | -------------- | --- | ------ | --- | --- | --- | -------------------- |
| Alekseï Jamnov | Russie      | C     | 1992 - 1996    | 235 | 103    | 164 | 267 | 205 | Retraité depuis 2006 |